# Коттон, Фёрн
Фёрн Ко́ттон (англ. Fearne Cotton; 3 сентября 1981, Нортвуд, Большой Лондон, Англия, Великобритания) — британская журналистка, телеведущая.

## Личная жизнь
С 4 июля 2014 года Фёрн замужем за Джесси Вуд, с которым она встречалась 3 года до их свадьбы. У супругов есть двое детей — сын Рекс Рэйн Вуд (род.21.02.2013) и дочь Хани Крисси Вуд (род.09.09.2015).
Фёрн дружит с Холли Уиллоби и с Ланой Дель Рей.